# Dipartimento di Juan Felipe Ibarra
Juan Felipe Ibarra è un dipartimento argentino, situato nella parte centro-orientale della provincia di Santiago del Estero, con capoluogo Suncho Corral.
Esso confina a nord con i dipartimenti di Moreno e Figueroa; a est con le province del Chaco e di Santa Fe; a sud con il dipartimento di General Taboada; e a ovest con i dipartimenti di Sarmiento e ancora Figueroa.
Assume il nome di Juan Felipe Ibarra nel 1975: prima era conosciuto col nome di Matará.
Secondo il censimento del 2001, su un territorio di 9.139 km², la popolazione ammontava a 16.937 abitanti.
Municipi e “comisiones municipales” del dipartimento sono:
- El Colorado
- El Cuadrado
- Matará
- Pozo del Toba
- Suncho Corral
- Vilelas